# Petrus Hamer
Petrus Johannes Carolus Julianus Hamer (Meppel, 19 februari 1891 - wsl. 1975) was een Nederlandse politieman. Hij was van 1940 tot 1943 hoofdcommissaris van de politie in Den Haag en werkte in die hoedanigheid nauw samen met de Duitse bezetter.

## Levensloop
Na de hbs werd Hamer afgekeurd voor de officiersopleiding. In plaats daarvan meldde hij zich, tegen de wil van zijn vader, aan bij het instructiebataljon in Kampen. Tegelijkertijd studeerde hij rechten en klom op tot officier. Toen hij zesendertig was maakte hij de overstap naar het departement van Landbouw en vertrok als referendaris naar Nederlands-Indië. Later werd hij daar secretaris van de Java-suiker Werkgeversbond. In Nederlands-Indië zat hij namens de koloniale Vaderlandsche Club in de Volksraad. Na zijn terugkeer in Nederland in 1935 werd hij officier-commissaris bij de krijgsraad, aanvankelijk in Breda en vanaf 1937 in Den Haag.
Wat betreft politieke ideeën stond hij vooral een autoritaire koers voor. Hij moest weinig weten van de parlementaire democratie die in zijn ogen een bedreiging vormde voor het koloniale rijk en waardoor het land weinig effectief gerund werd. Terug in Nederland vond hij aansluiting bij een groep mannen rondom het blad De Waag. Hamer probeerde met verschillende Waagleden in 1937 een eigen politieke beweging te starten onder de naam Rijksunie.
Hamer werd in oktober 1940 benoemd tot hoofdcommissaris van de politie nadat zijn voorganger Nicolaas Gerardus van der Meij door de Duitsers uit onvrede was ontslagen. In het nationaalsocialistische kamp was niet iedereen blij met zijn benoeming. Anton Mussert had de WA-man Jacob Eduard Feenstra voorgesteld, maar die werd door Hanns Albin Rauter als te wild beschouwd. Mussert had bovendien moeite met Hamer omdat die de twee officieren die zijn broer Jo Mussert in de meidagen van 1940 hadden doodgeschoten met een lage straf liet wegkomen. Als compromis om Mussert tevreden te stellen werd Hamer lid van de NSB, hoewel hij regelmatig klaagde over de NSB en belastende dossiers over haar leiders liet aanleggen.
Als hoofdcommissaris liet Hamer zich vooral leiden door zijn eigen voorkeuren. Zo verplichtte hij politieagenten in hun eigen tijd lezingen van NSB'ers bij te wonen. Bovendien had hij een voorkeur voor intriges, wat moeilijk paste binnen een hiërarchische organisatie als de politie. Wat ook niet meehielp was dat Hamers geen ervaring had in het politiewerk. Door al die factoren was er veel onvrede op de werkvloer over Hamers. Zijn macht dankte hij grotendeels door de goede connecties met een aantal hoge officieren. Hamers plezier in het werk werd na verloop van tijd minder, nadat verschillende hoge Nederlandse nationaalsocialisten het slachtoffer waren geworden van een aanslag, zoals de Utrechtse en Nijmeegse hoofdcommissaris, respectievelijk Gerardus Johannes Kerlen en Anton van Dijk. In oktober 1943 zegde Hamer demonstratief zijn NSB-lidmaatschap op. Dat was voor Rauter reden hem te ontslaan, zonder recht op wachtgeld of pensioen.
Na de oorlog werd Hamer tot vijftien jaar gevangenisstraf veroordeeld. Na zijn vrijlating vestigde hij zich in Duitsland.